# America (jakt)

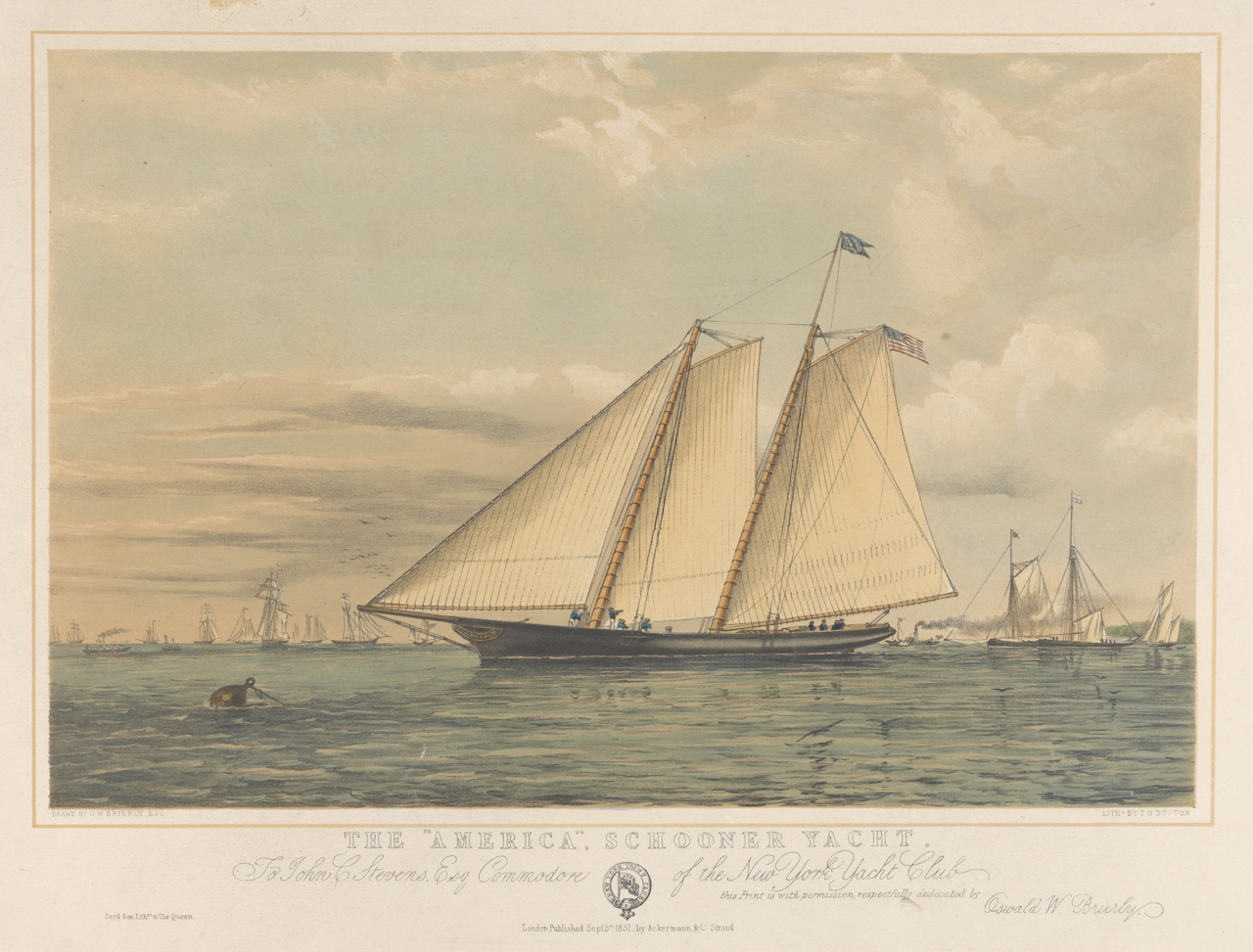
Segeljakten America - New York Yacht Club

America var en segeljakt på 1800-talet. America vann 1851 Royal Yacht Squadrons "One Hundred Sovereign Cup" eller "£100 Cup," den 22 augusti 1851 runt Isle of Wight. Femton andra deltagare besegrades, på ett möjligen osportsligt sätt, men helt regelrätt och kanske beroende på bristande erfarenhet av tidigare tävlingar runt ön, den närmaste med arton minuter. Segerpokalen döptes om till America's Cup och har sedan dess utgjort det eviga vandringspriset i tävlingen med samma namn.

## Americas ursprung
Ett syndikat bestående av medlemmar i New York Yacht Club skulle bygga en jakt för att segla till England. Syftet med besöket var dubbelt, att visa USA:s skicklighet i skeppsbyggnad och att tjäna pengar genom att tävla i regattor. William Browns varv och dess chefskonstruktör George Steers anlitades.

## Tävlingen
Tävlingen hölls den 22 augusti 1851, med start 10:00 på förmiddagen. Startande var av sju skonare och åtta kuttrar. America fick en långsam start på grund av ankarproblem och låg långt efter när hon till slut kom iväg. Efter en halvtimme låg hon femma och tog in på täten.
På Isle of Wights östra sida finns sandbankarna Nab Rocks. Normalt gick tävlingar öster om fyrskeppet som markerade bankarna, men med en skicklig lots kunde man segla mellan fyrskepp och fastland. America hade en sådan lots och han ledde henne ner väster om fyrskeppet, alltså närmare land. Efter tävlingen inlämnades en protest, men den avslogs eftersom de officiella tävlingsreglerna inte specificerat på vilken sida om fyrskeppet en tävlande skulle passera.
Resultatet blev att America tog ledningen och behöll denna under resten av tävlingen. Vid ett tillfälle bröts en bom men denna ersattes på en kvart. Under det avslutande benet närmade sig jakten Aurora, men hon var arton minuter efter när America gick i mål klockan sex på eftermiddagen. Ryktet säger att Drottning Victoria såg tävlingen och frågade vem som kom tvåa. Hon fick det berömda svaret: "Det finns ingen tvåa, ers Majestät"."

## Americas öden efter tävlingen
Syndikatet sålde America tio dagar efter tävlingen. Hon bytte därefter ägare flera gånger och döptes om till Camilla och kanske även Memphis under det nordamerikanska inbördeskriget innan hon åter fick tillbaka sitt originalnamn.

Efter kriget ägdes America en tid av U. S. Naval Academy. I augusti 1870 deltog America i  America's Cup i New Yorks hamn där hon slutade fyra.
Hon såldes sedan till en politiker, Benjamin Franklin Butler, som tävlade och underhöll henne väl. Bland annat byttes riggen helt 1885. Sonen Paul ärvde henne men hade litet intresse, så han gav henne till släktingen Butler Ames 1897. Ames restaurerade America och använde henne tidvis för tävling och nöjesseglingfram till 1901 då hon slutade användas och underhållas.
America såldes till ett företag styrt av Charles Henry Wheelwright Foster 1917, och till The America Restoration Fund 1921, vilka donerade henne tillThe U. S. Naval Academy i Annapolis. Hon underhölls inte där heller och var riktigt nedgången 1940. Den 29 mars 1942, under en svår snöstorm, kollapsade byggnaden där America förvarades. Tre år senare, 1945, höggs America slutgiltigt upp och brändes.

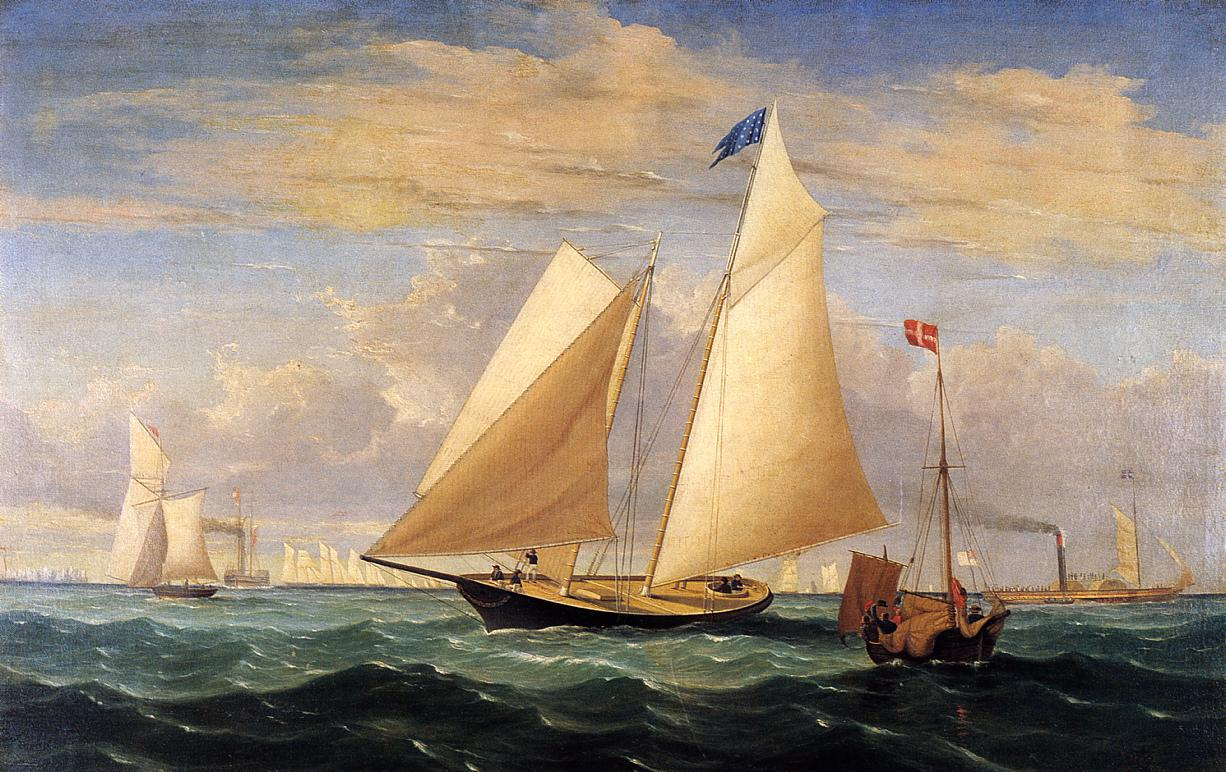
Fitz Hugh Lanes 1851 målning America
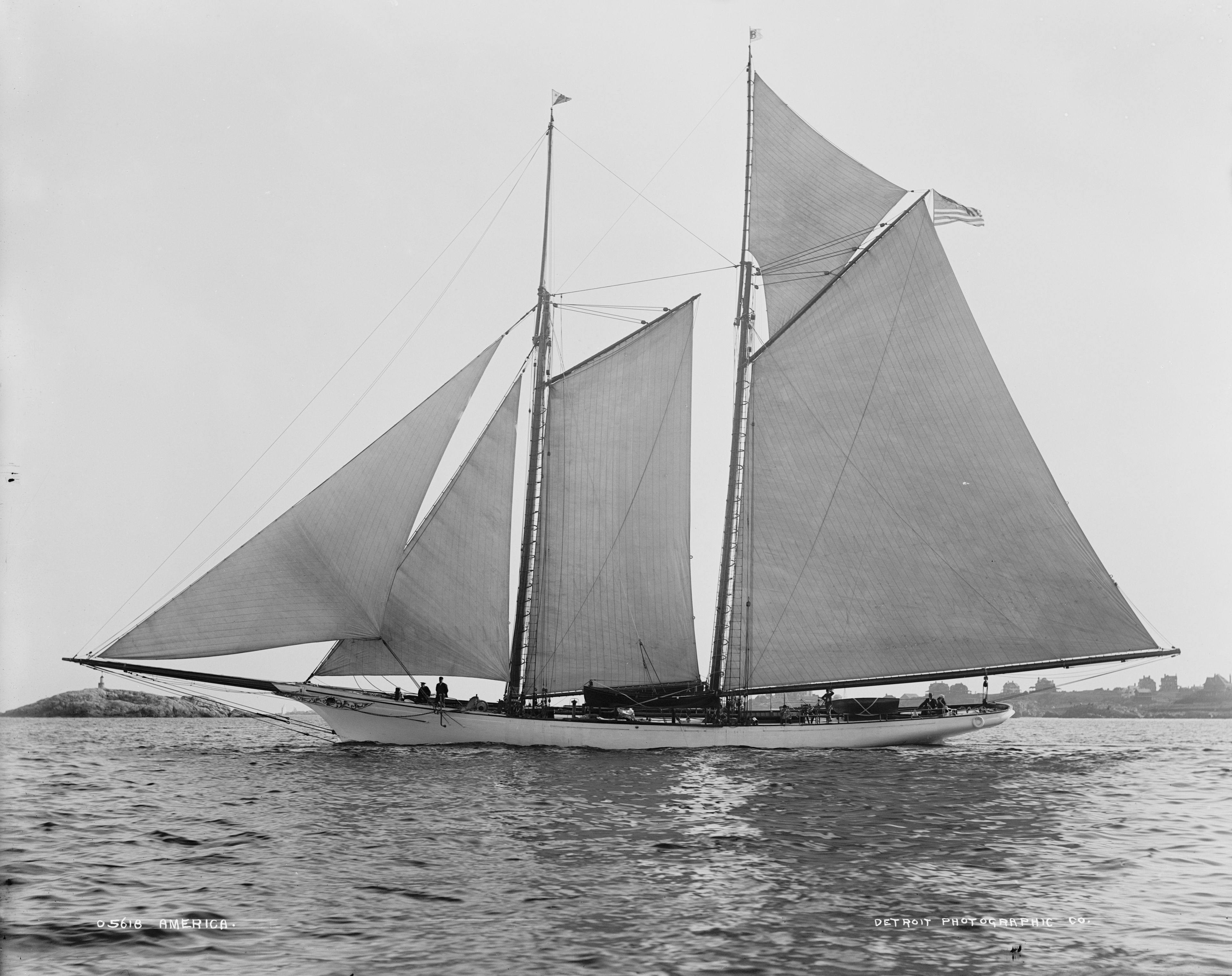
America med 1887 års rigg
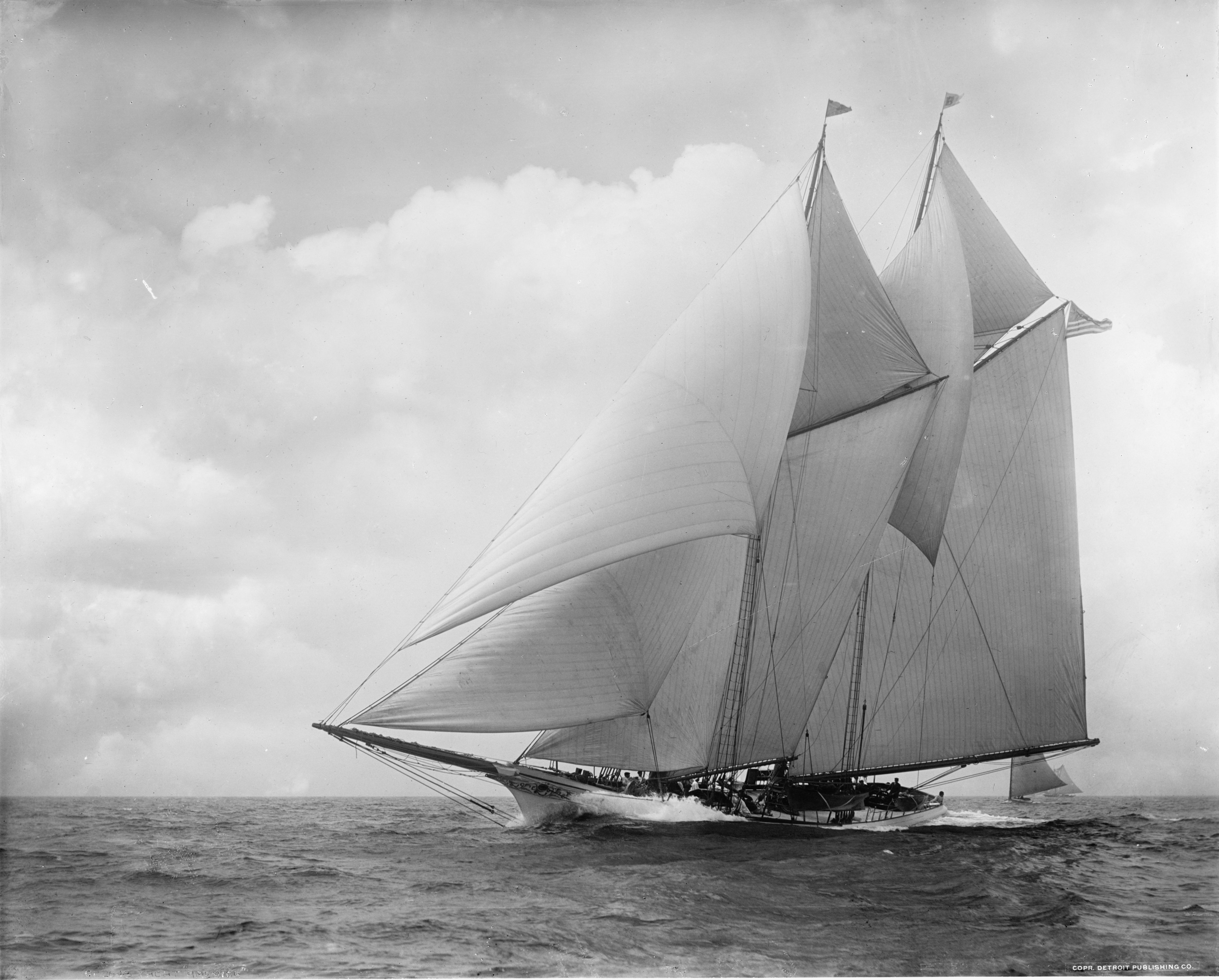
America med fiskare 1910